# Томмі Флітвуд
Томмі Флітвуд (англ. Tommy Fleetwood) — англійський гольфіст, олімпійський медаліст.
Срібну олімпійську медаль Флітвуд виборов на Паризькій олімпіаді 2024 року.
Флітвуд грав за Європу в Кубку Райдера в 2018, 2021 та 2023 році. У 2018 та 2023 Європа перемагала.